# Catharina Gotby
Catharina Gotby, född 1955 i Stockholm, är en svensk fotograf, skribent och filmare, känd för sina skildringar av mänskliga upplevelser och existentiella frågor. Hon har publicerat flera böcker och haft utställningar både nationellt och internationellt.

## Karriär
Mellan 1985 och 1989 spenderade Gotby mycket tid på avdelning 6 vid Rålambshovs sjukhus i Stockholm, där hon fotograferade patienternas vardag. Hennes erfarenheter från denna period resulterade i boken Evigt brinnande tid (1992). Boken dokumenterar livet för människor på psykiatriska sjukhus i Sverige och Nicaragua.
Förutom Evigt brinnande tid har hon publicerat flera andra verk, inklusive Med kroppen som slagfält (2004) och Sång (2008).
Gotby är också verksam som radioproducent och har fortsatt att vara en aktiv röst inom sociala och existentiella frågor genom sin konst.

## Utställningar och Samlingar
Gotbys fotografier har visats på konsthallar och gallerier i flera länder, inklusive Sverige, Nicaragua, Finland, Nederländerna, Frankrike, Belgien, Tyskland, Polen och Litauen. Hennes verk finns representerade i samlingarna på Moderna Museet, Hasselbladstiftelsen, Nordiska Museet, Arbetets Museum och Stockholms Läns Landstings konstsamling.
I en retrospektiv utställning 2004 på Nordiska museet visades utdrag ur hennes utställningar GRÄNS (2000), Riskzon (1998) och Människor på mentalsjukhus (1989). Samtidigt utgavs boken Med kroppen som slagfält.

## Priser och Utmärkelser
År 2003 tilldelades Gotby KW Gullers stipendium för sitt arbete att skildra mänskliga upplevelser.